# La Paz (Leyte)
La Paz ist eine philippinische Stadtgemeinde in der Provinz Leyte. Sie hat 19.998 Einwohner (Zensus 1. August 2015).

## Baranggays
La Paz ist administrativ in 35 Baranggays unterteilt.
| - Bagacay East - Bagacay West - Bongtod - Bocawon - Buracan - Caabangan - Cacao - Cagngaran - Calabnian - Calaghusan - Caltayan - Canbañez | - Cogon - Duyog - Gimenarat East - Gimenarat West - Limba - Lubi-lubi - Luneta - Mag-aso - Moroboro - Pansud - Pawa - Piliway | - Poblacion District 1 - Poblacion District 2 - Poblacion District 3 - Poblacion District 4 - Quiong - Rizal - San Victoray - Santa Ana - Santa Elena - Tabang - Tarugan |